# (73483) 2002 PB72
(73483) 2002 PB72 – planetoida z pasa głównego asteroid okrążająca Słońce w ciągu 5,75 lat w średniej odległości 3,21 j.a. Odkryta 12 sierpnia 2002 roku.